# شهرستان بوسکو
شهرستان بوسکو (به لهستانی: Powiat Busko) یک شهرستان در لهستان است که در استان اشوی‌داشکسیه واقع شده‌است. شهرستان بوسکو ۹۶۷٫۳۹ کیلومتر مربع مساحت و ۷۳٬۹۴۰ نفر جمعیت دارد.